# Nagy daliáscincér
A nagy daliáscincér (Acanthocinus aedilis) a cincérfélékhez tartozó, eurázsiai elterjedésű, fenyőerdőkben élő bogárfaj.

## Megjelenése
A kifejlett daliáscincérek 12–24 mm hosszúak, színük szürkésbarna, testük széles és lapos. Toruk felső oldalán négy sárgás folt látható egy sorban, az állat hossztengelyére keresztben. Szárnyfedői nem fedik a potroh teljes hosszát, rajtuk keresztben két bizonytalan határvonalú sötétebb sáv húzódik. A hím csápjai 3-5-ször is hosszabbak lehetnek a testénél, míg a nőstény esetében csak 1,5-2-szer olyan hosszúak. Csápjai és lábai feketén sávozottak. A nőstények potroha végén jól látható, hosszú tojócső található. Petéi hosszúkásak, fehérek, méretük 3x0,75 mm. Lárvája lábatlan, sárgásfehér, kissé ellapuló, 4 cm hosszú. A lárva feje mögött két sárga folt található. Bábja sárgásfehér, 20 mm (hímek) vagy 24 mm (nőstények) hosszú.

## Elterjedése és életmódja
A faj majdnem egész Eurázsia északi felének tűlevelű és vegyes erdeiben honos az Ibériai-félszigettől a Kaukázuson és Szibérián keresztül egészen Észak-Kínáig. Izolált populációi Skóciában és Írországban is előfordulnak. Európai elterjedésének déli határa az Észak-Balkán.
Elsősorban az erdeifenyőt kedveli, de más fenyőfajokon is megél. A kifejlett cincérek a kéreg alatt vagy az avarban telelnek át. Március végétől kora júniusig párosodnak. A nőstények petéiket egyesével rakják a kéreg repedéseibe vagy a saját maguk rágta lyukakba. A kikelő lárvák a kéreg alatt táplálkoznak. Járataik szabálytalan formájúak, a fa szálirányában haladnak, néhány cm hosszúak és max. 3 cm szélesek. Négy hónapnyi növekedés után a kéregben (ha elég vastag) vagy a faanyagban (ha a kéreg vékony) rágott kamrában bebábozódnak. Az imágók 15−20 nappal később kelnek ki a bábokból.
A nagy daliáscincér elsősorban a beteg és meggyengült fákat vagy kidőlt fatörzseket, rönköket károsítja. Kéreg alatt rágó lárvái a fa pusztulását okozhatják, bábkamrája kirágásával pedig csökkenti a faanyag értékét.
Magyarországon védett, természetvédelmi értéke 5000 Ft. 

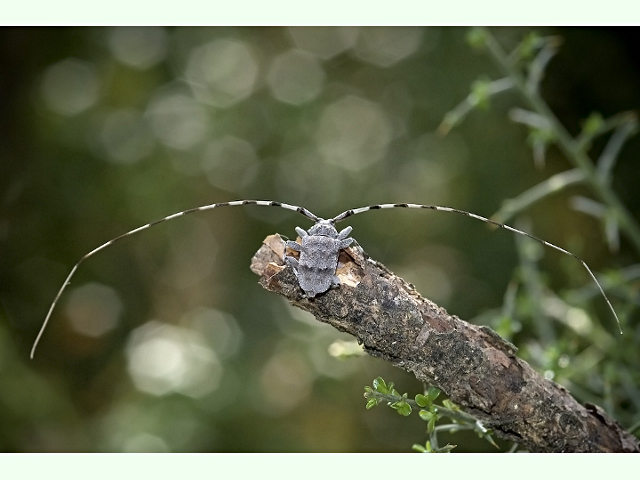
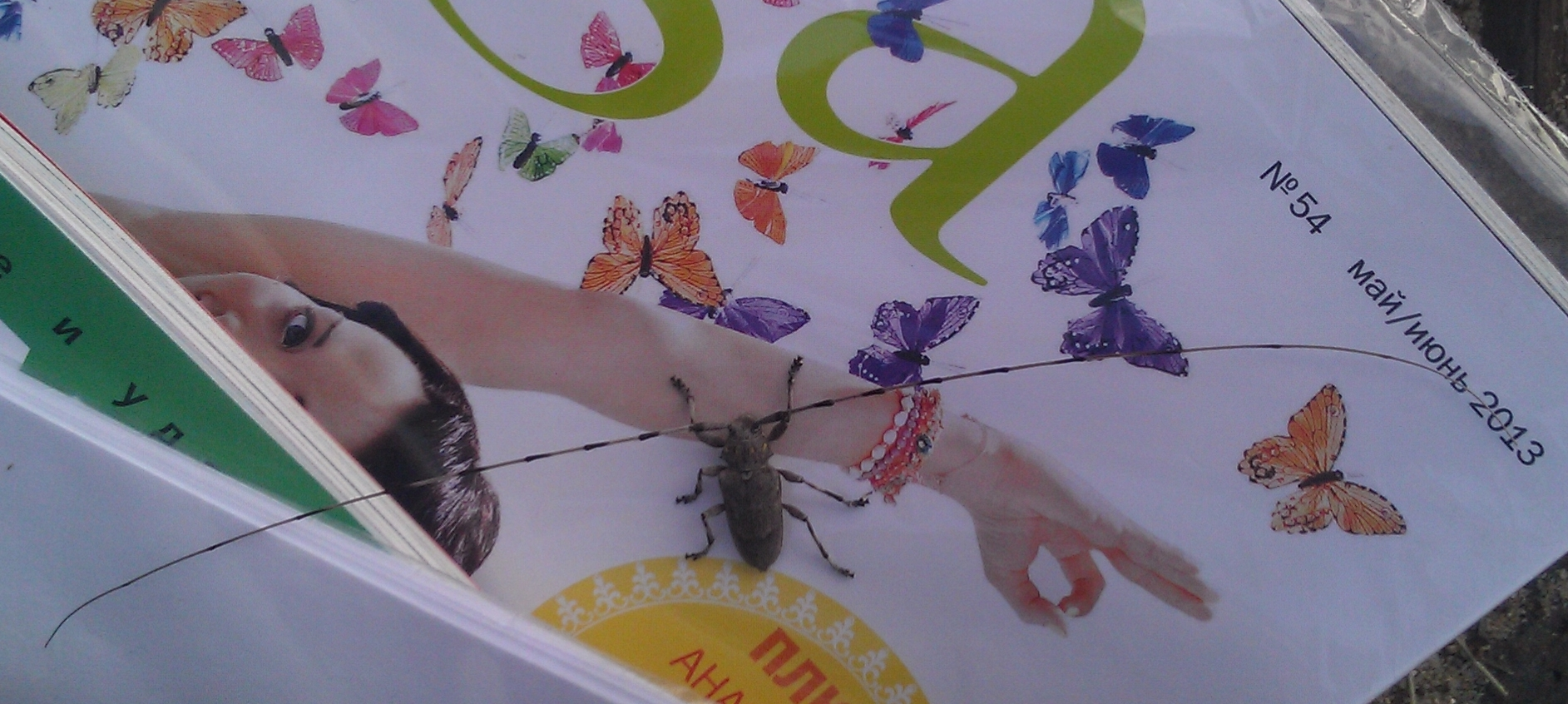
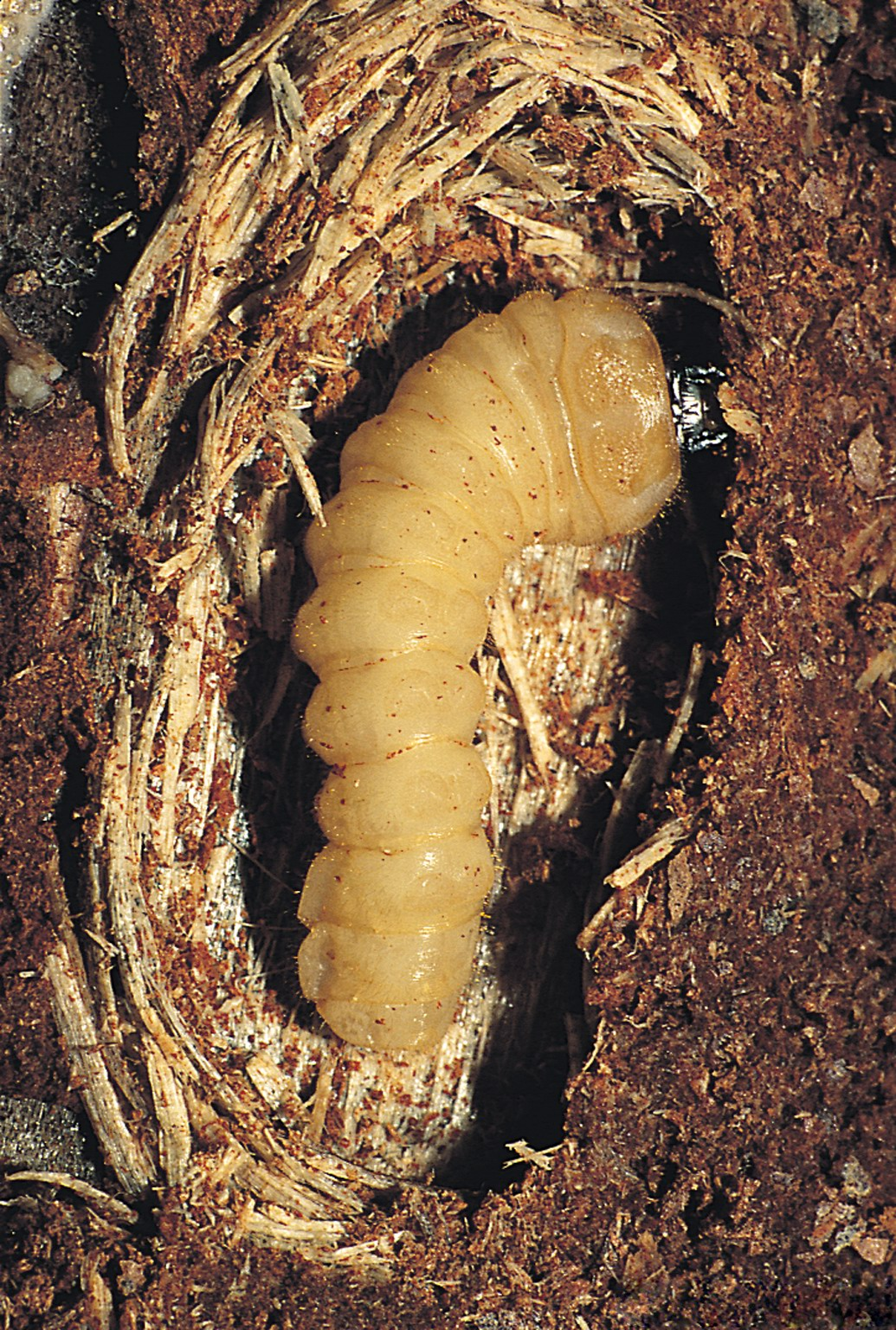